# Спутник љубав
Спутник љубав (スプートニクの恋人) је роман јапанског аутора Харукија Муракамија. Први пут је објављен у Јапану 1999. године. На енглеском језику га је први пут превео Филип Габријел а на српском језику Дивна Томић.

## Радња романа
Сумире је амбициозна списатељица која живи од породичне стипендије и креативног доприноса свог јединог пријатеља, мушког наратора и протагонисте романа, познатог у тексту само као 'К'. К је учитељ у основној школи, има 25 година и заљубљен је у Сумире, иако она не дели баш његова осећања. На венчању, Сумире упознаје етничку Корејку Миу, која је 17 година старија од ње. Њих две започињу разговор и Сумире је привучена старијом женом. Ово је први пут да је икада била сексуално привучена некоме. Миу убрзо замоли Сумире да дође да ради за њу. Овај сусрет и веза између жена која је уследила доводе до тога да се Сумире промени: почиње да носи лепшу одећу, добија бољи стан и престаје да пуши; међутим, она развија и блокаду у писању. 
К изненада почиње да добија писма из Европе која је написала Сумире. Са њима, он може да прати Сумирина и Миуина пословна путовања широм континента. У свом последњем писму, Сумире помиње да уместо да се врате кући како је првобитно планирано, она и Миу треба да проведу додатно време на грчком острву на одмору.
Након кратког времена, К почиње да зове Сумирину кућу питајући се када ће се вратити. Једини одговор који добија, међутим, је од њене телефонске секретарице. Убрзо добија изненађујући позив од Миу, која га замоли да одлети у Грчку и помиње да се Сумире нешто догодило. Миу не објашњава много, али је јасно да је ствар хитна. Веза је лоша, а њихова телефонска веза се убрзо губи.
К-ова нова школска година почиње недељу дана након Миуовог позива, али сматрајући да је Сумирина добробит важнија, сутрадан одлази у Грчку. Он први пут среће Миу, а она му каже да је Сумире нестала без трага. Она му говори о низу догађаја који су довели до тачке Сумириног нестанка, у којем Миу није могла физички да узврати када је Сумире покренула сексуални однос. Миу је веома задовољна што је К у близини, али брине да је Сумире можда извршила самоубиство; К је уверава да Сумире то не би урадила.
Миу одлази са острва у Атину како би добила помоћ од јапанске амбасаде и позвала Сумирине родитеље. К проводи дан на острву размишљајући о Сумире и њеној судбини, долазећи до спознаје да би у Сумирином писању могао бити неки траг који је Миу споменула. Он проналази њен рачунар и диск која садржи два документа, једноставно названа „Документ 1” и „Документ 2”. Једна садржи Сумирино писање о њеном сну у којем она покушава, али не успева да достигне верзију своје мајке, која је умрла када је Сумире била млада. Друга је прича коју јој је Миу испричала о догађају који ју је преобразио пре 14 година. Била је заробљена у панорамском точку преко ноћи и, користећи двоглед да види унутрашњост свог оближњег стана, била је сведок још једне верзије себе како има узнемирујући сексуални сусрет са мушкарцем. Догађај је проузроковао да јој је коса потпуно победела и лишио је сексуалних нагона. Миу каже да осећа да је те ноћи била подељена на два дела и да је заувек изгубила тај други део себе. Трудећи се да повеже тачке, К закључује да обе приче сугеришу постојање више светова, а Сумире је напустила овај свет и ушла у паралелни, можда да би била са другом верзијом Миуа. Затим има мистично искуство током ноћи.
Миу се враћа после неколико дана. К осећа да му је време истекло, иако осећа везу са Миу. Враћајући се у Јапан, враћа се својој свакодневици. Међутим, у Сумирином одсуству, он осећа да је изгубио једину драгоцену ствар у свом животу. Добија још један невољни позив, овог пута од његове девојке која је такође удата мајка једног од његових ученика. Она му каже да је њен син – дечак са надимком „Шаргарепа“ – неколико пута ухваћен у крађи у супермаркету и потребна јој је његова помоћ како би убедила чувара да га пусти без контакта са полицијом. Чувар је незадовољан и дечаковим недостатком кајања због свог злочина и К-јевим спољашњим изгледом и маниром, за који сматра да је један од лаких стилова живота. Након досадног разговора у којем чувар куди К због његовог става према њему, он пушта дечака. К шаље мајку кући и одводи Шаргарепу у кафић. Шаргарепа не говори ништа све време. И поред тога, осећајући неку врсту везе са њим, К му прича причу о Сумире. Након што је дечака оставио у кући своје мајке, К јој каже да је више не може да се виђају.
Он наставља са својим усамљеничким животом. Упркос њиховим обећањима да ће бити супротно, он више никада не види Миу осим једног случајног сусрета: Миу пролази поред њега у свом Јагуару, али изгледа да не признаје да је тамо. Престала је да фарба косу и сада је седа. К осећа да је она сада „празна шкољка“, којој недостаје оно што су и Сумире и К у вези са њом некада привлачили.
Без упозорења, К прима телефонски позив од Сумире, која му каже да се налази у истој телефонској говорници у близини свог стана из које га је одувек звала. Она га замоли да дође по њу из телефонске говорнице. Као и другим Муракамијевим делима, овом роману недостаје јасан, концизан завршетак.

## Теме
Мураками истражује познате теме као што су ефекти неузвраћене љубави, емоционално закржљало одрастање у претежно конформистичком друштву и сукоб између праћења снова и притиска на њих како би се асимилирао у друштво.
Док је Сумире емотивна и спонтана особа која се често чини као неприкладна у друштву, "К", приповедач, је особа која се чистом силом воље обликовао у другу особу, ону која се неприметно интегрише у шире друштво и културу око себе, а транзиција га оставља емоционално закржљалог и неспособног да изрази своја осећања. Када је Сумире такође, кроз своју интеракцију са Миу, насилно обликована у особу која није она, трансформација није ни трајна ни успешна.
Као и у књигама Хроника птице навијалице и Играј, играј, играј , Мураками користи (или боље речено, предлаже) алтернативне светове као средство заплета. "К", приповедач, је значајно другачији протагониста од оних у другим Муракамијевим романима. Знатно је мање посвећен мудролијама или вешт у њима, одржава респектабилну и стабилну професију као школски учитељ и мање је самоуверен и много више интровертиран и конфликтан од било ког другог Муракамијевог протагонисте.
Многи елементи радње остају намерно неразјашњени, доприносећи идеји да је право знање неухватљиво, а стварни догађаји приче су замагљени у корист перцепције ликова.
Књига се завршава темом Телефон, која се појављује у бројним Муракамијевим књигама, обично када се телефонира из удаљеног места, чија је локација нејасна.